# Kdo bo popravil Luno?
Kdo bo popravil Luno? je prva knjiga iz zbirke Cunjasta dvojčka, ki jo je napisala Tatjana Pregl Kobe. Izšla je leta 2007 pri založbi Edina. Slikanico je ilustrirala Marija Prelog. 

## Vsebina
Sanja je deklica, ki ima prijatelja, Mihca in Nino, dvojčka iz cunj. Zgodba se prične zvečer, preden se Sanja odpravi v posteljo. Pogleda skozi okno in se zelo vznemiri, saj na nebu manjka pol lune. Objokani Sanji Mihec in Nina zagotovita, da bodo luno našli in popravili. Mihec pride do sklepa, da je nekdo najverjetneje luno odnesel s seboj, da bi mu svetila doma. Sanja je žalostna, saj ve, da ta nekdo lune ne bo vrnil nazaj in da jo morajo poiskati sami. Mihec pa ji  odgovori, da jo bodo poiskali možički popravljavčki, ki vse izgubljene igrače ponoči najdejo, razmetane pospravijo in polomljene popravijo. Sanja  dvojčkoma verjame, da bodo možički našli luno ter jo popravili, zato mirno zaspi. Zgodba se konča čez nekaj dni, ko se zazre v nebo in opazi, da je luna zopet velika in okrogla.

## Analiza zgodbe
Kdo bo popravil Luno? (2007) je kratka sodobna pravljica. Glavne književne osebe so Sanja ter cunjasta dvojčka Mihec in Nina. Dogajalni prostor je Sanjina soba, čas dogajanja je večer, pred spanjem. 
Sanja je majhna, zasanjana deklica, ki živi z bratom in s starši, ki zanjo v današnjem hitrem tempu življenja nimajo dovolj časa, zato se rada zateče v svoj svet igrač. Takšen motiv imenujemo stalnica današnjega časa. Njena namišljena prijatelja sta cunjasta dvojčka Nina in Mihec, personificirani lutki. Pomagata reševati odgovore na različna vprašanja, ki se porajajo v glavi radovedne deklice Sanje. Problemi, ki se nam zdijo nepomembni, so zanjo ogromni. 
V zgodbi Kdo bo popravil Luno? se  deklic sprašuje, zakaj pol lune na nebu manjka. Sanja hodi v vrtec, torej še ni seznanjena z luninimi menami, zato se zelo vznemiri ob pogledu na nepopolno luno. Ta pojav si razlaga na povsem svoj način, in sicer, da je nekdo pol lune odrezal ter jo odnesel, da bi mu svetila doma. Vrh zgodbe je, ko Sanji Mihec in Nina obljubita, da bodo luno našli in popravili možje popravljavčki, zato  mirno zaspi. Konec se odvije nekaj dni kasneje, ko Sanja zopet pogleda v nebo in je luna spet velika in okrogla. 
Otroci imajo velikokrat namišljene prijatelje. Včasih je ta oseba nevidna, drugič je prijatelj lahko žival ali pa si otrok izbere kar igračo. Do tega običajno pride zaradi osamljenosti. Sanja zelo pogreša družbo svojih staršev, še najbolj pa svojega očeta, ki veliko časa preživi v službi (Prstki se lahko zmotijo). Namišljeni prijatelji so pomemben del razvoja otrokove osebnosti. Njihova domišljija pa ne pozna meja.

## Motivno - tematske povezave
Motiva namišljenega prijatelja in lune se pojavljata v mnogi mladinski literaturi. Med njimi so ''Dnevnik Anne Frank'', Hči lune (Desa Muck), Luna (Franci Rogač), Zvezdica Zaspanka (Fran Miličinski Ježek), Dve luni (Helena Kraljič), Mesečinska struna (Svetlana Makarovič), Mala in velika luna (Boris A. Novak), Angelček, medved in okrogla luna (Eve Tharlet, Brigitte Weninger), Medvedek in luna (Emica Antončič).